# Cerkiew Narodzenia Najświętszej Maryi Panny w Węglówce
Cerkiew Narodzenia Najświętszej Maryi Panny w Węglówce – dawna cerkiew greckokatolicka, wzniesiona w 1898 w Węglówce.
W 1948 przejęta i użytkowana jako rzymskokatolicki kościół parafialny Narodzenia Najświętszej Maryi Panny parafii w Węglówce.
Obiekt wpisany w 1989 do rejestru zabytków.
Tuż obok cerkwi rośnie jeden z najpotężniejszych dębów w Polsce - Dąb Poganin.

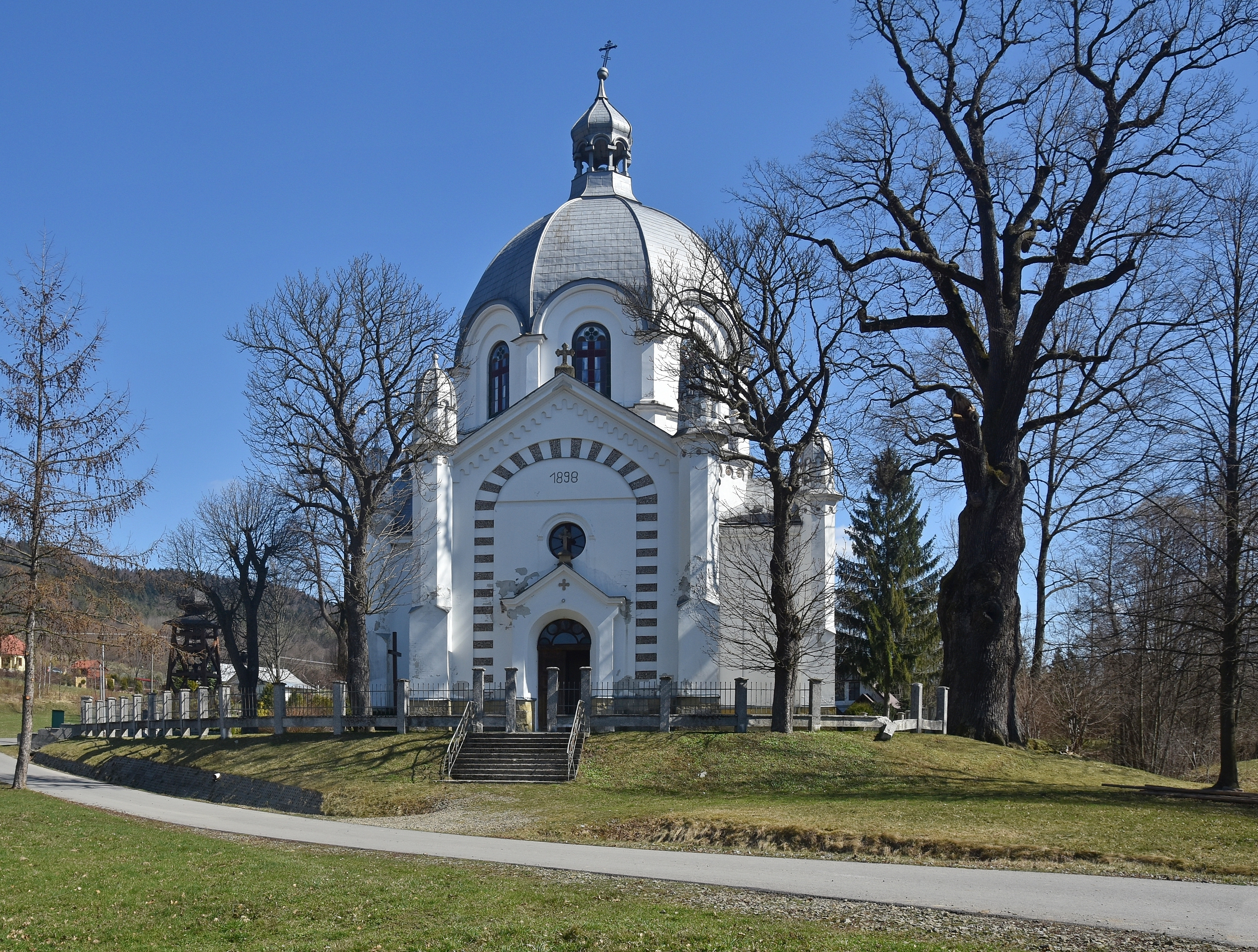
Elewacja frontowa
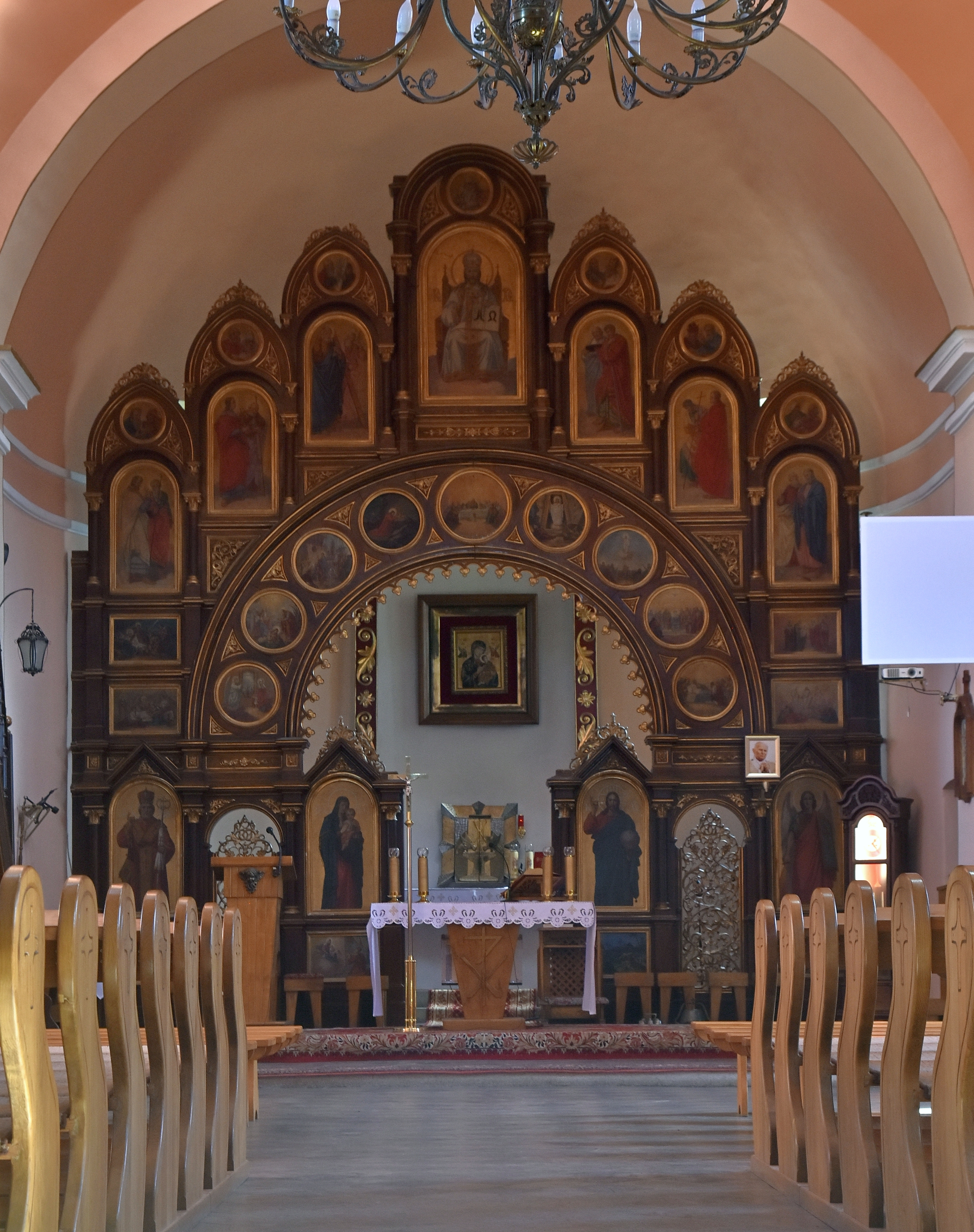
Wnętrze
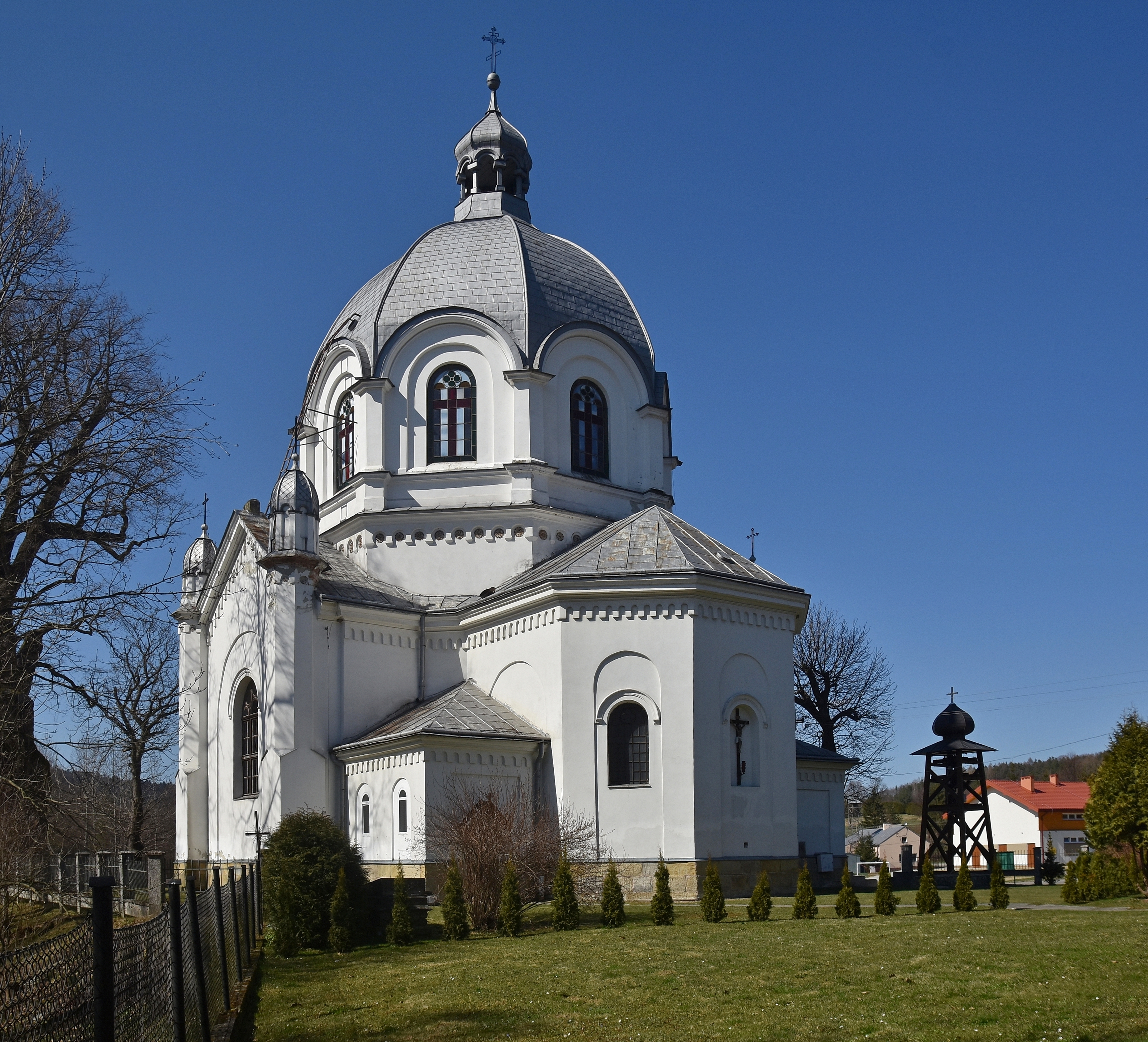
Widok od strony sanktuarium